# جيفري لي بيرس
جيفري لي بيرس (بالإنجليزية: Jeffrey Lee Pierce) هو ملحن وموسيقي ومغني أمريكي، ولد في 27 يونيو 1958 في مونتيبيلو في الولايات المتحدة، وتوفي في 31 مارس 1996 في سولت ليك في الولايات المتحدة بسبب الأمراض الدماغية الوعائية.

## وصلات خارجية
- الموقع الرسمي
- جيفري لي بيرس على موقع IMDb (الإنجليزية)
- جيفري لي بيرس على موقع ميوزك برينز (الإنجليزية)
- جيفري لي بيرس على موقع أول ميوزيك (الإنجليزية)
- جيفري لي بيرس على موقع ديسكوغز (الإنجليزية)